# Åsa Larsson (journalist)
Åsa Elisabeth Larsson, född 23 februari 1980, är en svensk journalist. Hon är känd för att år 2014 tillsammans med Jack Werner och Linnea Jonjons fått utmärkelsen Stora Journalistpriset, kategori "Årets förnyare" för arbetet med tidningen Metros Viralgranskaren.

## Biografi
Larsson har en kandidatexamen i journalistik från 2006 vid Göteborgs Universitet. Hon har mellan 2006 och 2019 arbetat som webreporter och web etitor vid redaktionerna på Göteborgs-Posten, Dagens Nyheter, TT, Sveriges Radio, Svenska Dagbladet och tidningen Metro.
I mars 2014 grundade Larsson samt Linnéa Jonjons och Jack Werner Viralgranskaren, ett projekt i tidningen Metro, för att granska påståenden som sprids på internet. Projektet fick 2014 års Stora Journalistpriset, kategori Årets Förnyare, med motiveringen "För att de skapat en genial metod för att avslöja vad som är myt och vad som är verklighet i den virala världen".
Inför källkritikens dag den 13 mars 2018 släppte Larsson och Linnéa Jonjons boken "Viralgranskarens handbok" som de kallar för en guide för "självförsvar" på nätet. De framhåller att det störst hotet på nätet är vi själva - vanliga människor på nätet - när vi okritiskt underlåter att kolla upp innehållet i det vi delar.
Projektet Viralgranskaren upphörde 2019 i och med nedläggningen av tidningen Metro, men våren 2020 startade hon, åter tillsammans med Jack Werner och Linnéa Jonjons, Källkritikbyrån för att fortsätta granskningen av virala internetspåståenden på liknande sätt som tidigare. De uppmärksammades bland annat för klargöranden om fejkade djurnyheter som spreds i inledningen av coronapandemin våren 2020.